# Agrij
Agrij – wieś w Rumunii, w okręgu Sălaj, w gminie Agrij. W 2011 roku liczyła 1041 mieszkańców.